# Ion Strâmbeanu
Ion Strâmbeanu (n. 28 august 1926, Pantelimon, jud. Constanța; d. 19 februarie 2010, București) a fost un cobzar și lăutar virtuoz din România.

## Biografie
S-a născut în 28 august 1926 în Pantelimon, jud. Constanța. Mare virtuoz al cobzei, Ion Strâmbeanu mânuia cu aceeași ușurință și alte instrumente precum vioara, mandolina sau banjo-ul. Nu îmi pot închipui viața fără muzică - aceasta este deviza care i-a călăuzit pașii în întreaga existență.
În repertoriul său întâlnim melodii din zona Munteniei și a Dobrogei. Înregistrează cele mai frumoase piese ale sale, sub conducerea muzicală a dirijorilor Victor Predescu și Marius Olmazu, pentru Radio, Televiziune și Casa de discuri Electrecord.
Moare la 19 februarie 2010 lăsând urmașilor nestemate care ne conving de forța cântecului care pornește din suflet.

## Discografie
- ST-EPE 03390: Ion Strâmbeanu - Cobză (disc Electrecord, 1988)
- EDC 1006: Comori ale muzicii lăutărești. Mari cobzari - Să-mi cânți cobzar bătrân (CD Electrecord, 2011)